# Stheniopygus medioalbus
Stheniopygus medioalbus là một loài bọ cánh cứng trong họ Cerambycidae.